# Santa Eulalia (Gwatemala)
Santa Eulalia – miasto w zachodniej Gwatemali, w departamencie Huehuetenango, około 85 km na północ od stolicy departamentu, miasta Huehuetenango, oraz około 90 km na zachód od granicy państwowej z meksykańskim stanem Chiapas. Miasto leży w górach Sierra Madre de Chiapas na wysokości 2519  m n.p.m., co sprawia, że jest dugą najwyżej położoną (po San Pedro Soloma) mijescowośią gminą w departamencie.
Według danych szacunkowych w 2012 roku liczba ludności miasta wyniosła 10 096 mieszkańców.
Jest siedzibą władz gminy o tej samej nazwie, która w 2012 roku liczyła 46 885 mieszkańców. Gmina jak na warunki Gwatemali jest średniej wielkości, a jej powierzchnia obejmuje 292 km².